# ロッテワールドタワー
ロッテワールドタワー（韓: 롯데월드타워、別名 ロッテワールドタワー123・ロッテワールドプレミアムタワー）は大韓民国のソウル特別市松坡区第2ロッテワールド内にある多目的超高層ビル。
高さは555mで、韓国で最も高いビルであり、世界で7番目に高い。
尚、ビル屋上の鉄塔やアンテナの高さや建設中断のビルを除くと世界で5番目の高さであり、ビルの展望台としては世界3位の高さを誇る。

## 建築状況
- 1998年5月に地上36階建てで着工はしたが実際の工事はできなかった。
- 2009年3月31日に112階建てのビル建築許可が下りる
- 2010年11月11日に123階建てのビル建築許可が下りる
- 2011年6月にビル工事着工、2014年5月オープン予定
- 2014年2月17日にソウル市より工事中止命令、2014年8月にアベニュエル棟・カジュアル棟・エンターテインメント棟がオープン予定
- 2014年9月6日にプレオープン
- 2014年10月14日に名品館「AVENUEL」と「ロッテマート」「ロッテハイマート」がオープン
- 2014年10月15日に映画館「ロッテシネマ」がオープン
- 2014年10月16日にショッピングモール・免税店・水族館がオープン
- 2015年3月24日、100階に到達（韓国初）。
- 2015年12月22日、123階に到達。
- 2016年3月17日、完成時の高さに到達。
- 2016年10月、外観工事を終了。
- 2017年2月9日、使用承認が下り入居可能に[1]。
- 2017年4月3日、グランドオープン。

## 高さ
- 1998年時の計画　高さ143m、地上36階建て、複合建築物と室内テーマ・パーク等
- 2002年8月時の計画　高さ524m（尖塔を含むと555m）、地下4階、地上112階、3～11階規模のショッピングモールとホテルのタワー型ビル、2006年完成予定
- 2010年11月時の計画　高さ555m、地上123階建て

| 階      | 用途                          |
| ------- | ----------------------------- |
| 117-123 | ソウルスカイ                  |
| 115-116 | 機械室                        |
| 107-114 | プレミア7                     |
| 103-106 | 機械室                        |
| 102     | 避難安全区域                  |
| 87-101  | シグニエルソウル 客室         |
| 86      | スパー                        |
| 85      | サウナ                        |
| 84      | 機械室                        |
| 83      | 避難安全区域                  |
| 81-82   | シグニエルソウル レストラン   |
| 79-80   | シグニエルソウル スカイロビー |
| 76-77   | シグニエルソウル 宴会場       |
| 72-75   | 機械室                        |
| 61-71   | シグニエル レジデンス         |
| 60      | 避難安全区域                  |
| 59      | 機械室                        |
| 42-58   | シグニエル レジデンス         |
| 41      | 機械室                        |
| 40      | 避難安全区域                  |
| 39      | 機械室                        |
| 32-38   | オフィス                      |
| 31      | スカイ 31                     |
| 24-30   | オフィス                      |
| 23      | 機械室                        |
| 22      | 避難安全区域                  |
| 21      | 機械室                        |
| 14-20   | オフィス                      |
| 13      | 機械室                        |
| 1-12    | ショップ                      |
| B1-6    | 駐車場                        |

## ロッテ・コンサートホール
ロッテ・コンサートホール（롯데콘서트홀, Lotte Concert Hall）は、8階から10階にある、クラシック音楽専用のコンサート・ホールである。2016年8月18日に開館した。座席数は2,036席、舞台の左右後方にも座席があるヴィンヤード型であり。リーガー社のパイプオルガンが設置されている。内部は永田音響設計が担当した。
KBS交響楽団が定演の会場として利用している。

## 保安体制
非常階段が国内基準より25%広く確保されているなど、先端的な安全技術を提示している。火災が発生した場合は19台のエレベーターが避難用に転換されられるようになっており、6000人が直ちに建物を抜け出せ、1万5000人ものスタッフも63分以内に建物を抜け出せるようになっている。
顔認証システムなど最先端の警備システムだけでなく、国内企業の中で唯一対テロ対応チームである「L-SWAT」が24時間利用者の安全を守るために常駐している。L-SWATは元特殊部隊員で編成され、拳銃型催涙スプレーや爆弾検知犬を運用してテロ対策にあたる。

## 事故
基礎設計は英アルップ社、基礎の上にコンクリートと鉄骨を組み上げる建物設計は米KPFとレラ社が担った。風速80メートルの強風に耐えるための風洞設計はカナダのRWDI社、そして合計2万個のガラス壁を取り付ける外壁を日本のリクシルと米CDCが担当している。韓国のロッテ建設はコンクリートと鉄筋を組み上げた。
ロッテワールドタワーは建設時何度かインシデントが発生し、安全性に対して懸念が持たれた時期があった。
また、2014年以降ソウル中心街で突如地面が陥没するシンクホールという現象が多発しており、ロッテワールドタワーの建設工事との因果関係が疑われている。
これらを受けて、2015年3月31日に市民団体が建設中止を訴えるデモを開催しており、2015年8月10日には施工者のロッテ建設が現場を適切に管理していないとしてソウル地検から起訴される事態となっている。
主な事故
- 2012年10月25日にビル中央のコンクリートコア部分に複数の軽微な亀裂が確認され、2013年2月にマスコミに報道される事態となった[8]。
- 2013年6月25日、建設中タワーの足場とコンクリート型枠が落下。型枠にて作業中の従業員1名が転落死。5名が破片に当たるなどして負傷した[9]。
- 2013年10月1日、午前9時25分ごろ、11階の工事現場から長さ2mの鉄パイプが落下。約50m下にあるソウルメトロ蚕室駅出口天井に当たり、天井が破損する事故が発生した。負傷者なし[10]。
- 2014年2月16日、午前0時02分ごろ、工事現場46階のコンテナボックスから出火。25分後に鎮火。人命被害はなし[11]。
- 2014年11月2日、53人乗りエレベーターが停止し客が閉じ込められる[12]。
- 2014年12月16日、ショッピングモール8階コンサートホール内に設置された足場から作業員が転落し死亡　ソウル市が水族館と映画館の営業停止命令　工事も中断[13]。
- 2015年2月28日、第2ロッテワールドの工事現場から落石、自動車の後部ガラスを貫通[14]。
- 2015年6月8日、第2ロッテワールド地下2階ロッテマートから出火。上層にある映画館の客70名余りが避難[15]。

## 客足
2014年10月に複数の商業施設がオープンした当初は1日平均10万人の客が訪れていたが、相次ぐ建設に関わる事件・事故の報道とソウル市の厳しい駐車規制と高い駐車場料金の影響で、12月には1日平均7万人、2015年1月には1日平均5万3千人に客足が落ち込んでいる。
2015年2月11日、日本料理店「ヒデヤマモト」が出店から3カ月余りで閉店。5年契約を結んでいたが、水族館や映画館の営業停止など事件・事故の多発により客足が遠のいたことが原因。
2015年2月25日、来店客の減少に伴い賃料の値下げを発表。テナント入居後5カ月の賃料を30％減額。従業員が開業当初より1,000人減少。
2018年9月現在、ロッテワールドタワーの空室率は56％に達する。